# Gotlandkaninchen

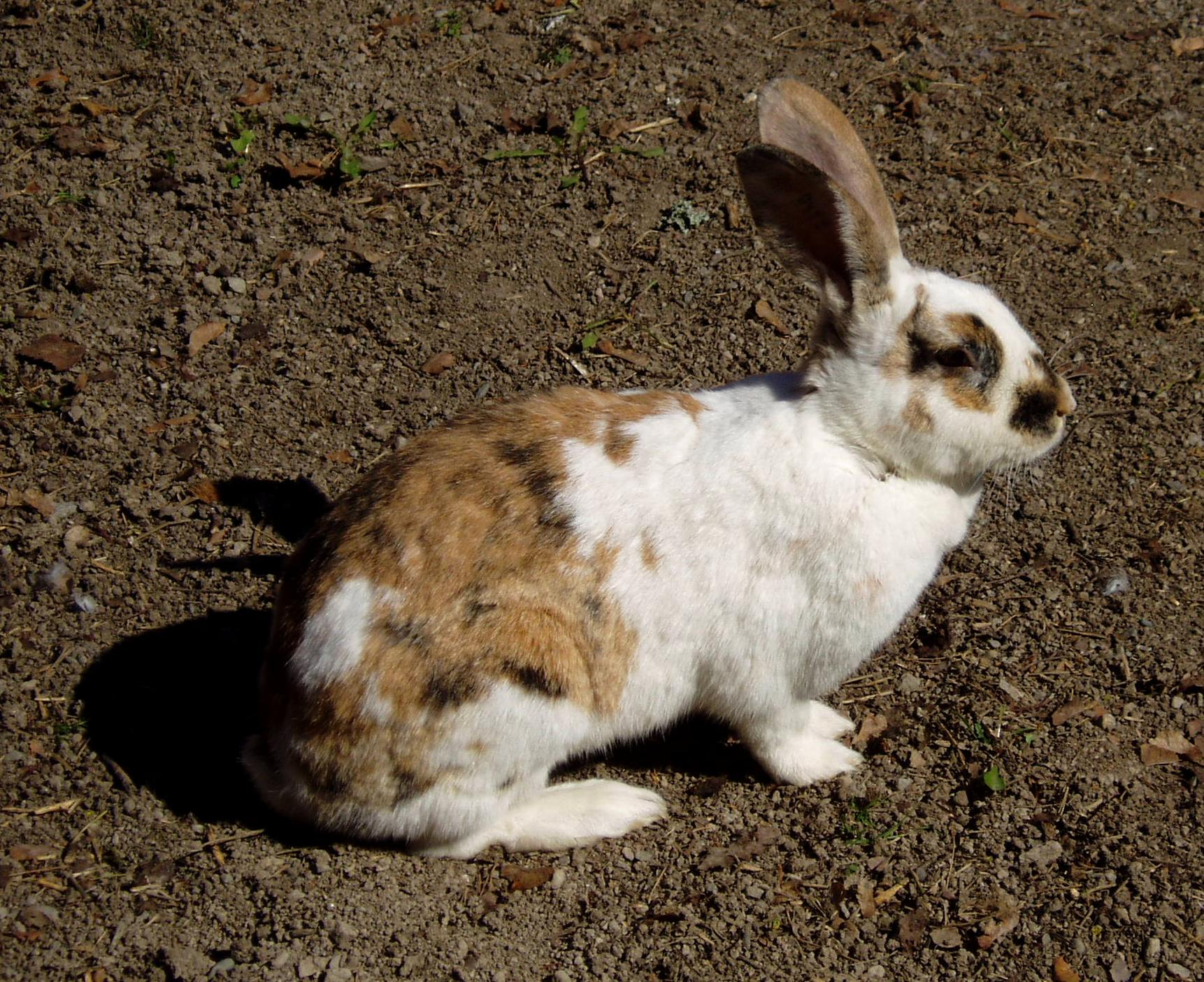
Gotlandkaninchen in Västerås, Schweden

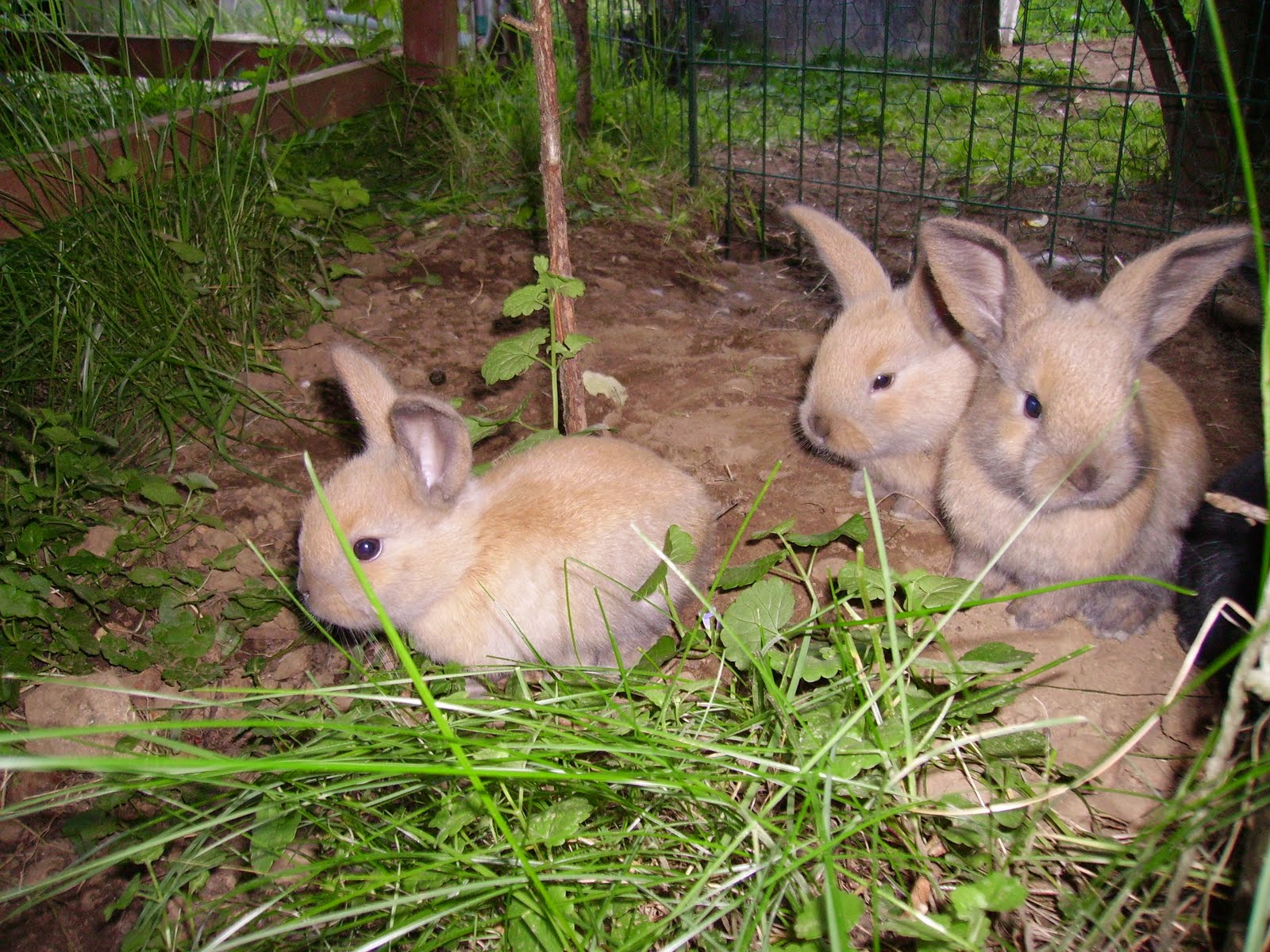
Vier Wochen alte Gotlandkaninchen

Das Gotlandskaninchen ist eine von zwei schwedischen Hauskaninchenrassen, die aus ursprünglichen Hauskaninchenpopulationen gezüchtet wurden und vom schwedischen Landwirtschaftsministerium (Jordbruksverket) als sog. Landrassen anerkannt sind; die andere ist das Mellerudskaninchen. Als Kriterien für Landrassen gelten neben einem gewissen Alter die Nichteinkreuzung von standardisierten Produktions- und Ausstellungsrassen. Neben dem Gotlandskaninchen gibt es auf Gotland eine sehr starke Population von Wildkaninchen, diese werden auf der Insel Rabbisar genannt und sind mit Erstgenannten nicht identisch.
Das schwedische Landrasse-Kaninchen, welches ohne besondere Pflege zwischen anderen Haustieren (z. B. im Kuhstall) auf schwedischen Bauernhöfen lebte, verlor zu Beginn des 20. Jahrhunderts (spätestens in der Nachkriegszeit) immer mehr an Bedeutung und einige Zeit wurde das Verschwinden der Rasse befürchtet. In den 1970er Jahren machten schwedische Züchter auf eine kleine Population der Rasse aufmerksam, die auf der Insel Gotland überlebt hatte. Eine intensive Suche brachte noch andere Populationen auf dem Festland zutage. Hiermit gelang es, den Bestand der Rasse zu sichern, deren zukünftige Erhaltung sich die 1984 gegründete Föreningen Gotlandskaninen zum Ziel gesetzt hat. Zur Sicherstellung wurde im Auftrag des schwedischen Landwirtschaftsministeriums ein System von Zuchtbüchern (schwed. genbanker) angelegt. Derzeit ist die Rasse nicht mehr akut gefährdet.
Ausgewachsene Exemplare der Rasse erreichen ein Gewicht zwischen 3 und 4 kg. Die Pelzfarbe variiert, nahezu alle bei Kaninchen vorhandenen Farben sind registriert. Keine Gewichtsunterschiede gibt es zwischen Böcken und Zibben, doch zeigen sich phänotypische Unterschiede zwischen den Geschlechtern. Unter den kurzen Deckhaaren liegt eine dichte Unterwolle; rexpelzige Tiere kommen vor, sind jedoch selten.